# Holzbohrer

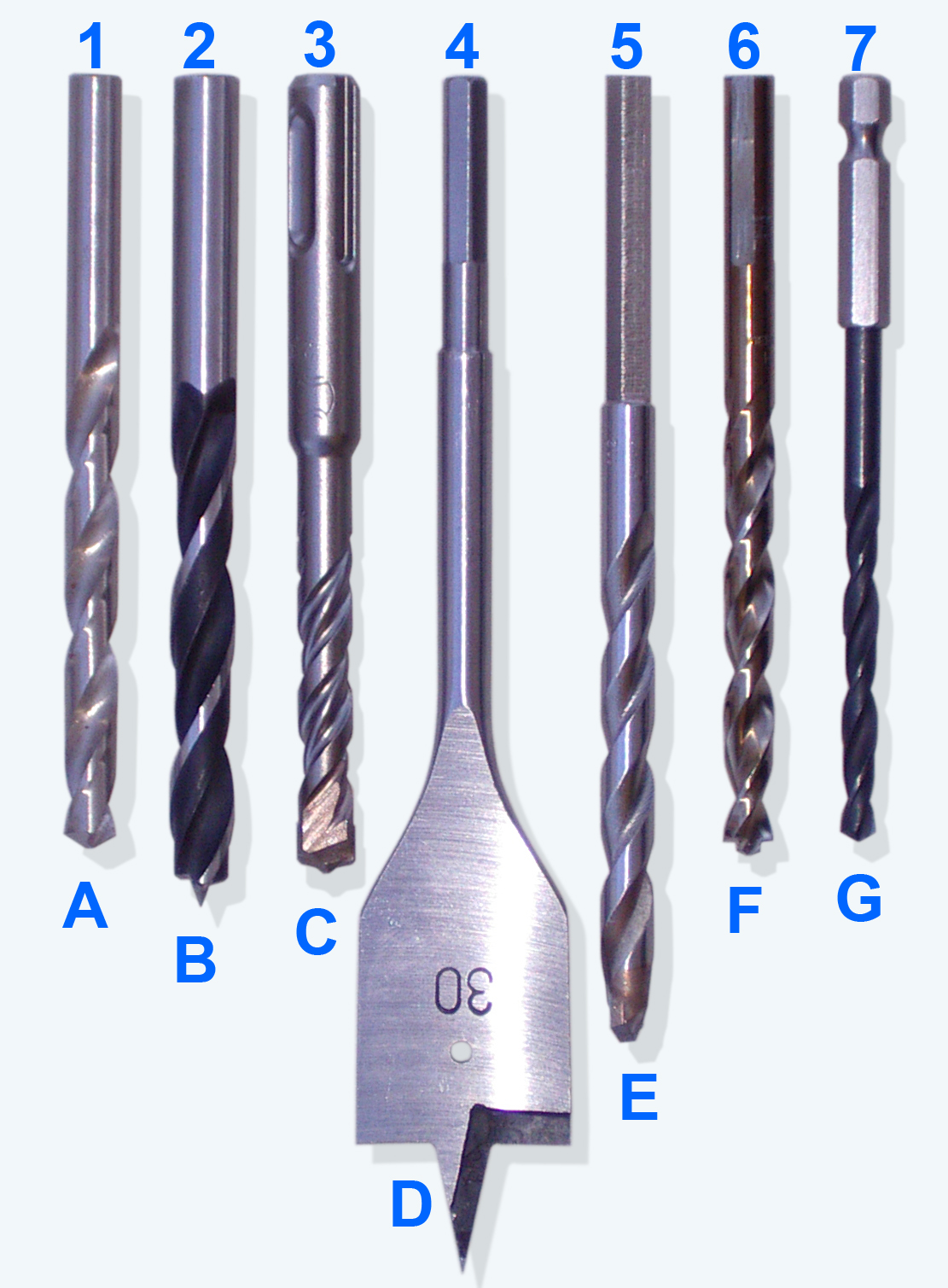
Die Bohrer B und D sind speziell zur Holzbearbeitung gedacht. Die Metallbohrer A, F und G eignen sich auch zum Bohren von Holz:
• A – Metall-Spiralbohrer,
• B – Holz-Spiralbohrer,
• C – Betonbohrer mit Hartmetall-Schneide,
• D – Flachfräsbohrer (Spatenbohrer) für Holz,
• E – Universalbohrer für Metall und Beton mit Hartmetall-Schneide,
• F – Bohrer für Bleche,
• G – Universalbohrer für Metall, Holz und Kunststoff
Arten von Bohrerschäften:
• 1, 2 – Zylinderschaft,
• 3 – SDS-plus-Schaft,
• 4, 5 – Außenkantschaft (6-Kant und 4-Kant),
• 6 – Zylinderschaft mit drei Fasen,
• 7 – ¼-Zoll-Sechskantschaft

Ein Holzbohrer ist ein Bohrer für die Holzbearbeitung und zeichnet sich dadurch aus, dass er in der Mitte eine feine Spitze zur Zentrierung hat. Die beiden Schneiden stehen außen so vor, dass nach dem Zentrierloch zunächst der Rand der Bohrung geschnitten wird. Dadurch werden die Fasern des Holzes sauber durchtrennt und das Loch bekommt einen relativ glatten Rand.
Holzbohrer bestehen meist aus Chrom-Vanadium-Stahl und sind teilweise auch hartmetallbestückt.

## Forstnerbohrer

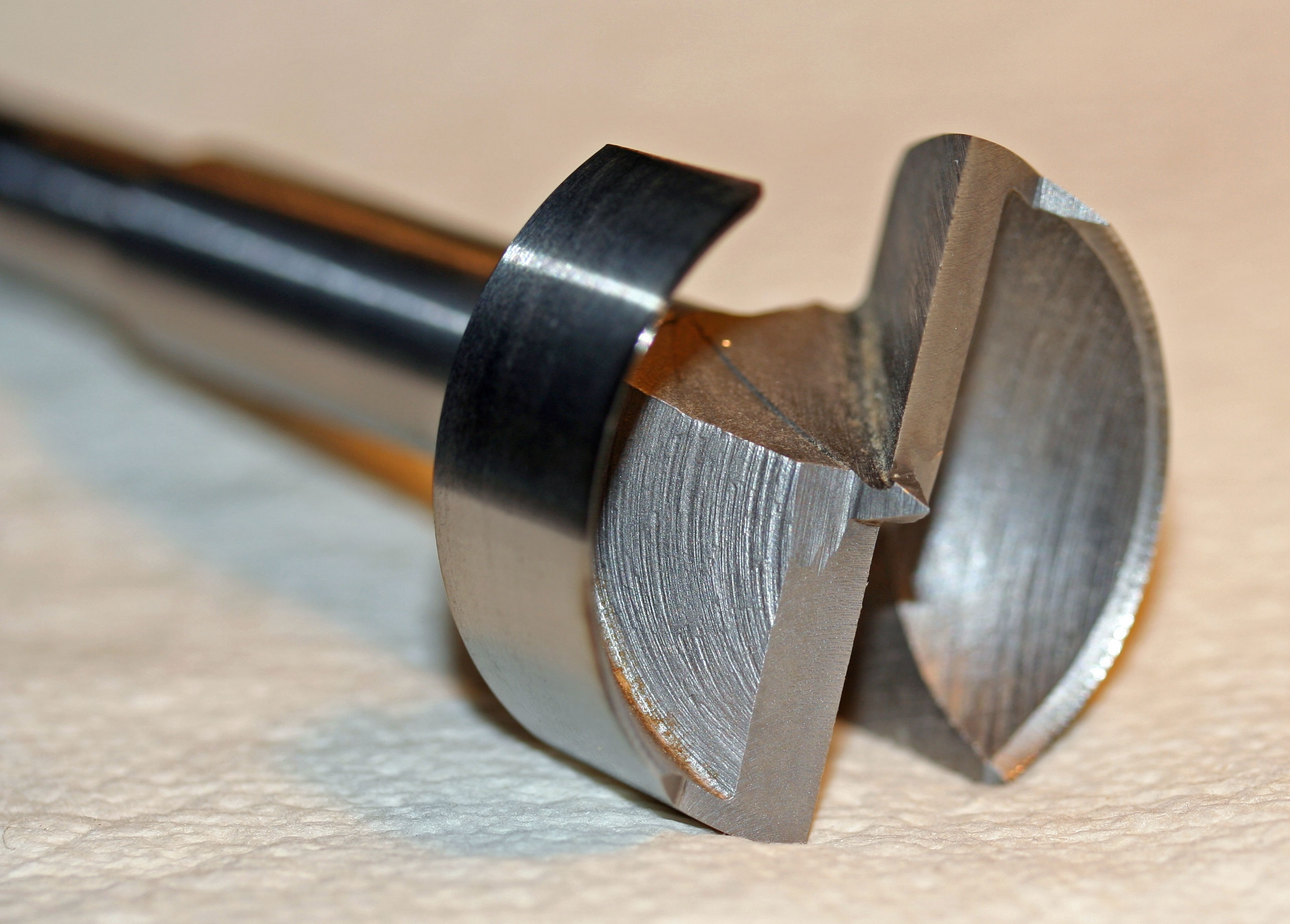
Forstnerbohrer

Forstnerbohrer werden vorwiegend zur Herstellung von Bohrungen mit Durchmessern von 10 mm bis 50 mm (erhältliche Größen: ab 6 mm) und flachen Sacklöchern verwendet; beispielsweise für Aufnahmebohrungen von Topfbändern und Verbindungsbeschlägen in Möbeln. Forstnerbohrer haben durch die großflächige Form der Umfangsschneiden eine gute seitliche Führung im Material auch beim handgeführten Bohren. Da Forstnerbohrer im Regelfall aus Spezialstahl (SP-Stahl: legierter Werkzeugstahl) sind, eignen sie sich mehr zur Bearbeitung von weichen Hölzern. Durch die gebogene Umfangsschneide ist das Schärfen aufwendig (ein Nachschärfen ist ohne geeignete Schärfmaschine nur bedingt möglich), daher werden heute in den meisten Tischlereien fast ausschließlich Kunstbohrer verwendet.

## Kunstbohrer/Zylinderkopfbohrer

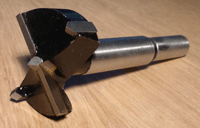
Kunstbohrer HW / Zylinderkopfbohrer HW

Kunstbohrer besitzen im Gegensatz zu Forstnerbohrern kleinere seitliche Führungsflächen (Vorritzer). Daher neigen sie beim handgeführten Bohren eher zum „Verlaufen“. Kunstbohrer sind häufig mit HW-Hartmetallschneiden (HW = Kurzbezeichnung nach ISO 513 für Wolframcarbid) ausgestattet und können so auch zum Bohren von Plattenwerkstoffen, Kunststoffen und sehr harten Hölzern mit mineralischen Einlagerungen (z. B. Bankirai) verwendet werden. Bedingt durch die Schneidenanordnung ist ein Nachschärfen der Schneiden z. B. mit einer Diamant-Sichtschleifscheibe einfach möglich. Werkzeuge für Bohrautomaten mit hohen Vorschubgeschwindigkeiten sollten jedoch maschinell geschärft werden, da sich durch ein handgeführtes Nachschärfen die Schneidengeometrie leicht ändern kann.

## Nagelbohrer, Bühnenbohrer

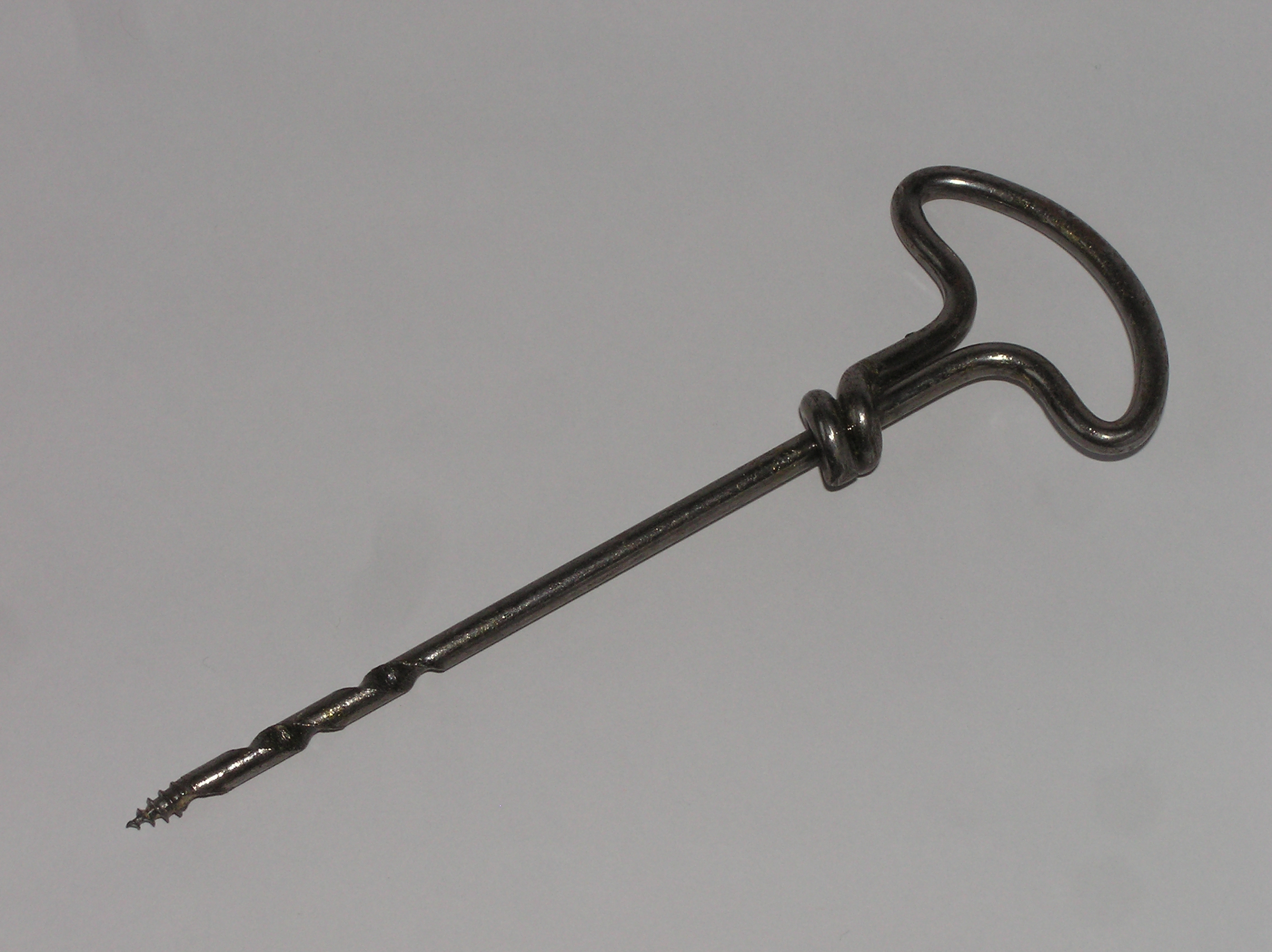
Nagelbohrer

Nagelbohrer, auch Ringbohrer, bestehen aus einem am Ende wendelförmig geformten Stahldraht, der oben entweder einen angenieteten Holzknebel oder eine aus dem Draht gebogene Schlaufe (Ring) als Handgriff besitzt. Er diente vor allem zum Vorbohren von Löchern für Nägel, um das Reißen von schmalen Holzbauteilen zu vermeiden. Heute sind nur noch kleine Durchmesser in Gebrauch, früher auch über 10 mm. Die Oberfläche der Bohrung ist rau, da der Bohrungsrand ausreißt. Diese Stelle wird jedoch vom Nagelkopf verdeckt. Auch hilft gerade die raue Wandung, den Nagel festzuhalten. Aufgrund seiner kostengünstigen Herstellung wurde er auch von Bastlern verwendet, die keine Bohrmaschine besaßen.
Ein Bühnenbohrer bzw. Theater-Bohrer ähnelt einem stärker ausgeführten Nagelbohrer. Mit ihm werden jedoch keine Löcher gebohrt, sondern Gegenstände befestigt. Ein Bühnenbohrer ist eine robuste Schraube mit eigenem Handgriff, durch den sie sich schnell in Bühnenboden oder Kulissen schrauben lässt.

## Schlangenbohrer

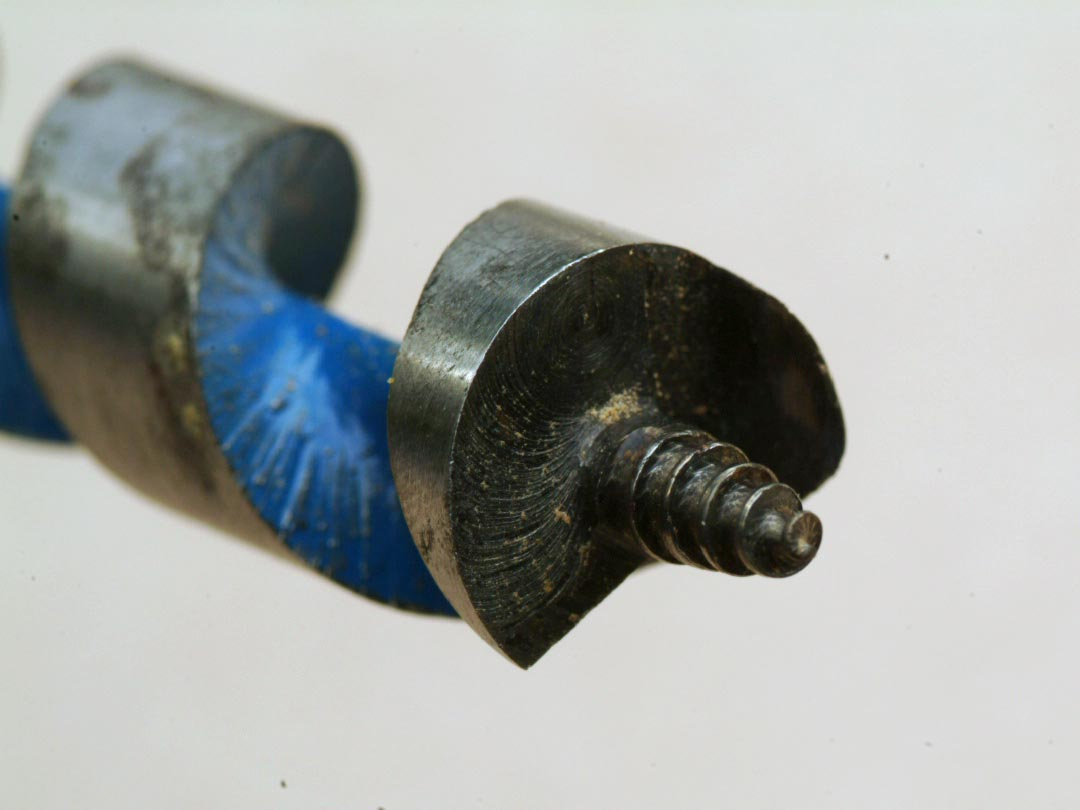
Schlangenbohrer

Der Schlangenbohrer, auch Stangen-Schlangenbohrer genannt, ist ein Holzbohrer, der aufgrund der guten Spanförderung besonders für tiefe Löcher verwendet wird. Die Zentrierspitze besitzt ein Gewinde, wodurch der Bohrer selbsttätig ins Holz gezogen wird. Um ein sauberes Bohrloch zu erzeugen, durchtrennt der halbrunde Vorschneider zuerst die Holzfasern am Rand. Anschließend hebt die Schneide, die wie beim Forstnerbohrer senkrecht zur Längsachse des Bohrers verläuft, den Span ab. Dieser wird dann durch die spiralförmige Nut nach außen geführt. Es gibt ein- und zweigängige Ausführungen, wobei die letztgenannten weniger gebräuchlich sind. Die Steigung dieser Wendel ist im Vergleich zu anderen Spiralbohrern gering.
Schlangenbohrer werden für tiefere Bohrungen verwendet. Eingängige Schlangenbohrer werden für Weichholz benutzt, zweigängige für Hartholz und Hirnholz.

## Bohrsäge

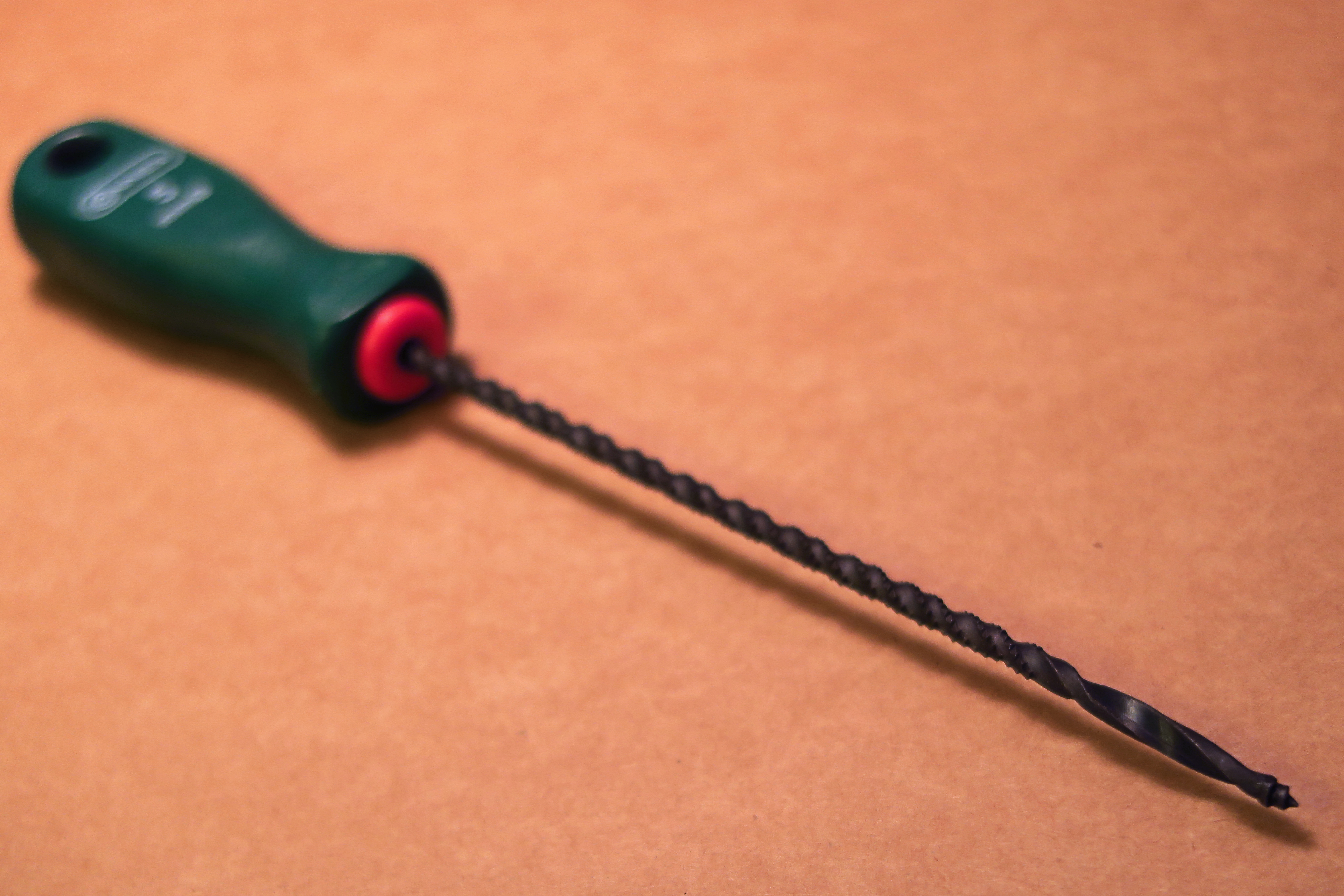
Bohrsäge mit Durchmesser 5 mm

Eine Sonderform des Holzbohrers stellt die Bohrraspel, auch Stichling oder Bohrsäge genannt, dar. Sie ist an der Spitze wie ein Holzhandbohrer ausgearbeitet. Mit dem dahinterliegenden, spiralenförmig angeordneten Raspelteil kann nach dem Durchbohren des Werkstücks das Bohrloch erweitert werden.